# Domanivka, Ivankiv
Domanivka (în ucraineană Доманівка) este un sat în comuna Piskî din raionul Ivankiv, regiunea Kiev, Ucraina.

## Demografie
Componența lingvistică a localității Domanivka
     Ucraineană (98,16%)
     Rusă (1,38%)
Conform recensământului din 2001, majoritatea populației localității Domanivka era vorbitoare de ucraineană (98,16%), existând în minoritate și vorbitori de rusă (1,38%).